# Pfarrkirche Unteraspang

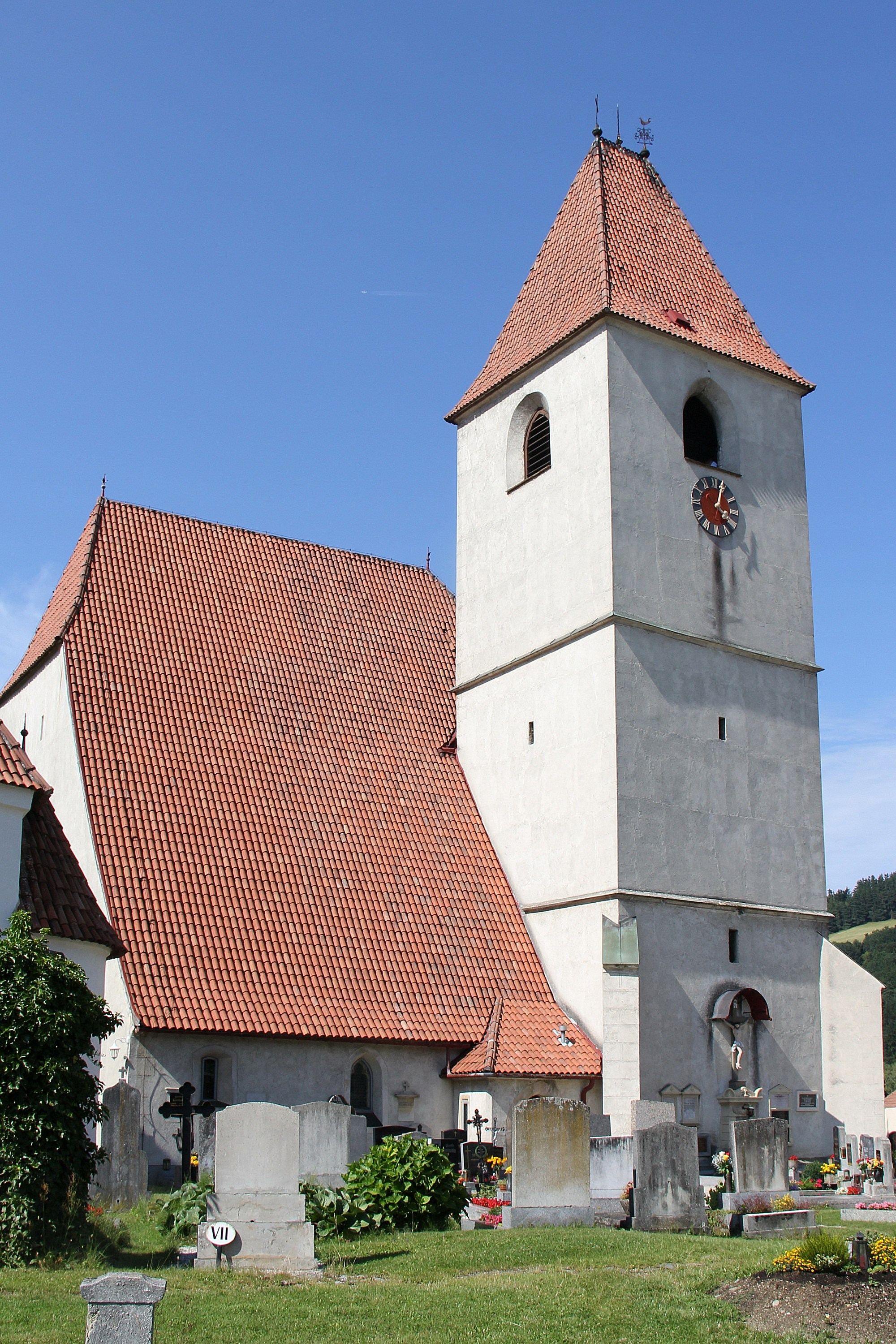
Katholische Pfarrkirche hl. Johannes der Täufer in Unteraspang

Die Pfarrkirche Unteraspang steht im unteren nördlichen Dorf Unteraspang in der Marktgemeinde Aspang-Markt im Bezirk Neunkirchen in Niederösterreich. Die dem Patrozinium hl. Johannes der Täufer unterstellte römisch-katholische Pfarrkirche gehört zum Dekanat Kirchberg im Vikariat Unter dem Wienerwald der Erzdiözese Wien. Die Kirche steht unter Denkmalschutz (Listeneintrag).

## Geschichte
Vermutlich bestand bereits im 9. Jahrhundert eine Kirche, 948 angeblich eine Schenkung einer Kirche an den Erzbischof von Salzburg. Die Kirche war anfangs eine Filiale von Bromberg, ab 1203 eine Filiale von Edlitz. Urkundlich wurde 1248 ein Pfarrer genannt. Vermutlich ab dem Ende des 13. Jahrhunderts ein Vikariat und in der Folge eine selbständige Pfarre.
Die anfangs romanische Chorquadrat-Saalkirche mit einer südlichen romanischen Seitenkapelle wurde gotisch erweitert. Im Ende des 15. Jahrhunderts wurde ein spätgotisches Netzrippengewölbe im Mittelschiff eingezogen, wohl mit dem Baumeister Sebald Werpacher im Zuge eines Umbaues zur Pseudobasilika. Im Ende des 16. Jahrhunderts wurde ein Tonnengewölbe mit rhythmisch versetzten Stichkappen im Mittelschiff eingezogen. 1604 erlitt die Kirche einen Brand, vermutlich bei einem Einfall der Ungarn. Der Dachstuhl wurde dendrochronologisch mit 1611 und 1624 datiert und mit einem mächtigen Walmdach bis 1654 vollendet. 1898 erhielt die Kirche eine neugotische Ausstattung. 1990 wurde die Kirche innen restauriert.

## Architektur
Die romanische Chorquadrat-Saalkirche mit einer südlichen romanischen Seitenkapelle hat einen östlichen Chor und einen hohen Turm im Südosten. Die Seitenschiffe sind gotisch.

## Ausstattung
Der neugotische Hochaltar aus 1898 ist ein Dreinischenretabel und trägt die Statuen des Christus Salvator zwischen den Aposteln Petrus und Paulus.
Das rotmarmorne zwölfseitige Taufbecken aus dem 16. Jahrhundert trägt einen Deckel mit der Aufsatzgruppe Taufe Christi aus dem Ende des 18. Jahrhunderts. Die Orgel aus 2013 wurde von Martin Pflüger errichtet und ersetzte eine Orgel von Herbert Huber aus 1964.